# Giannizzeri
I giannizzeri (turco ottomano: يڭيچرى, Yeni çeri, "nuova milizia"), detti anche beuluk, costituivano la fanteria del Kapıkulu, l'esercito privato del sultano ottomano. Il corpo, nato nel XIV secolo per fornire al sultano Orhan I una forza stabile da opporre alle inaffidabili leve tribali turche, fu abolito nel 1826 dal sultano Mahmud II poiché ormai divenuto elemento di perturbazione dell'autorità imperiale e della modernizzazione dello stato ottomano. Al pari dell'antica Guardia pretoriana romana, i giannizzeri si erano infatti tramutati in un mezzo per affermare nuovi imperatori o mantenere i vecchi al potere.

## Storia
Orhan I, secondo sultano del neonato Impero ottomano, fu il fondatore del corpo dei giannizzeri, inizialmente costituito da personale non musulmano, specie giovani cristiani sottratti annualmente alle famiglie (il cosiddetto "tributo dei fanciulli") e prigionieri di guerra (mamelucchi). È possibile che Orhan sia stato ispirato dal modello delle futuwwa (ordini cavallereschi o religiosi islamici) nell'organizzazione di questo corpo militare. Va inoltre precisato che, per ragioni di orgoglio sociale, nessun uomo libero dell'Impero avrebbe accettato di combattere nella fanteria, essendo l'impiego del cavallo un simbolo della posizione aristocratica. I giannizzeri formarono il primo esercito regolare ottomano e andarono a rimpiazzare le precedenti truppe tribali, sulle quali non era possibile fare totale affidamento. 
Con l'aumentare del prestigio e dell'importanza dei giannizzeri, molti di essi iniziarono a desiderare maggiori diritti e una vita migliore. Nel 1449 si ribellarono per la prima volta, chiedendo e ottenendo paghe più alte. Episodi simili si ebbero più volte anche nei secoli successivi, con l'effetto di aumentare considerevolmente il benessere e i privilegi di questo corpo militare. Giunsero in più occasioni a perturbare gravemente la vita dell'impero, riuscendo per tre volte anche a destituire gli stessi sultani (il segno dell'inizio della ribellione era il rovesciamento della grande marmitta in cui era cotto il rancio dei soldati, qazan, simbolo della coesione del corpo): casi celebri sono quelli di Osmān II nel 1622, Ibrāhīm nel 1648 e Selim III nel 1808. Con l'accumularsi di poteri e ricchezze i giannizzeri si trasformarono in una forza fortemente conservatrice all'interno della società ottomana, solo formalmente soggetta all'autorità del sultano. Tendenzialmente i giannizzeri andarono a costituire una casta chiusa corrotta e parassitaria sull'omologo della Guardia pretoriana o delle Scholae palatinae nel tardo Impero romano, o dei Samurai sul finire del periodo di governo dello Shogunato Tokugawa, detto anche Periodo Edo.
La progressiva inettitudine dei comandanti militari giannizzeri e il rifiuto di aggiornare il proprio equipaggiamento e le proprie tecniche di battaglia resero le truppe ottomane facile bersaglio degli eserciti delle nazioni europee (soprattutto Francia, Inghilterra e Russia). Inoltre, a cavallo tra il XVIII e il XIX secolo, le forze ottomane non furono in grado di impedire l'insorgere di movimenti nazionalisti nei territori soggetti all'Impero.
Alcuni sultani e visir ottomani dell'epoca, nel tentativo di attuare la riforma dell'esercito, ancora drammaticamente legato al servizio servile a favore del sultano, cercarono di recuperare il controllo del territorio fondando corpi di fanteria alternativi costituiti da gruppi di coscritti presi dalle zone rurali e addestrati secondo il modello europeo (il Nizam-ı Jedid). Questi nuovi corpi di fanteria vennero puntualmente disarmati e sterminati ancora in fase di costituzione proprio dai giannizzeri, gelosi delle proprie prerogative e timorosi di potenziali rivali. Ciò non impedì, tuttavia, l'ammodernamento della flotta e dell'artiglieria ottomana da parte del sultano, che i giannizzeri - a torto - non percepivano come una minaccia al proprio potere.
Sotto Mustafà IV, il gran visir Alemdar Mustafa Pascià, che aveva ripreso il tentativo di trasformazione della milizia, trovò la morte durante un'ennesima ribellione (novembre 1808). Ormai visti come un ostacolo al corretto funzionamento dell'apparato statale, i giannizzeri furono sciolti dal sultano Mahmud II nel 1826, dopo un primo deciso, ma fallimentare tentativo operato da Selim III (che costò il trono). Il sultano Mahmud, forte dei corpi di moderna artiglieria da poco creati, della relativa calma alle frontiere a seguito delle guerre napoleoniche e della collaborazione del Pascià dell'Egitto (che da poco era riuscito ad ammodernare le proprie truppe dopo l'abbattimento del dominio mamelucco) proclamò la fondazione di un nuovo corpo di fanteria, invitando i reggimenti di giannizzeri a fornire i propri uomini migliori perché confluissero nella nuova unità.
Come previsto dal sultano, la reazione dei giannizzeri fu di aperta rivolta: il sovrano ebbe così il pretesto per dichiarare fuorilegge l'intero corpo militare e sedare col sangue la rivolta grazie alle nuove truppe a lui fedeli. A seguito della ribellione la gran parte dei giannizzeri fu sterminata (circa 30 000 finirono uccisi, in gran numero dopo essere stati raccolti nell'Ippodromo di Costantinopoli) in quello che divenne noto come "Vaka-i Hayriye" (lett. Incidente di buon auspicio) e il corpo non fu più ricostituito. La setta dei Bektashi fu abolita.

## Addestramento e vita dei giannizzeri

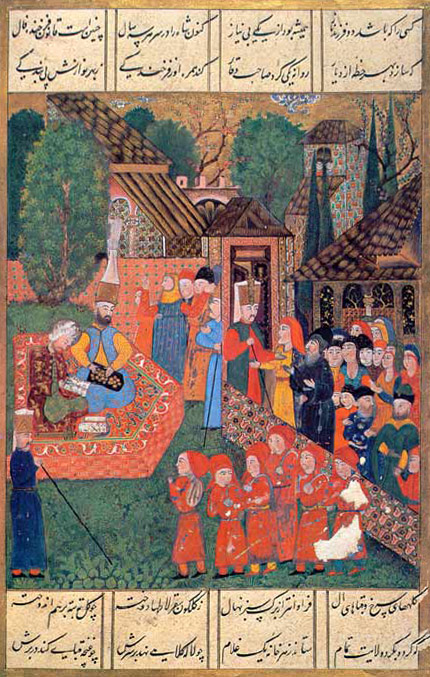
"Tassa del sangue", miniatura ottomana (opera del miniaturista e scienziato Matrakci Nasuh) dal Süleymanname (ricco codice illustrato sulle gesta di Solimano), 1558; l'incisione rappresenta giovani strappati con la forza dalle loro famiglie per essere asserviti e poi assurgere, in non pochi casi, a incarichi nell'ambito dell'élite amministrativa e militare ottomana.

Verso il 1380 il sultano Orhan I infoltì le file dei giannizzeri ricorrendo all'istituto chiamato devşirme (dal sostantivo verbale turco devşir che significa «raccolta»): gli incaricati del sultano ogni quattro anni obbligavano le comunità cristiane che vivevano nelle campagne a cedere i loro figli più robusti tra i 6 e i 9 anni per addestrarli alla vita militare come giannizzeri o a quella amministrativa di corte.
Si preferirono le aree albanesi, bosniache, serbe, bulgare e macedoni, ma in seguito il devşirme fu applicato anche alla Grecia e all'Ungheria. I coscritti, tuttavia, erano essenzialmente albanesi.
In particolare nelle aree macedoni, parte dei genitori intenzionalmente tagliavano alcune dita dei propri figli per far in modo che non fossero idonei all'arruolamento; più in generale il devşirme era visto come un vero e proprio flagello dai cristiani dei Balcani che infatti, all'avvicinarsi della data in cui i bambini avrebbero dovuto essere selezionati, fuggivano nelle montagne dove si davano alla macchia con i loro bambini.
Tale forma di arruolamento forzato fu abolita solo nel 1676.
L'addestramento dei giannizzeri avveniva in un clima di rigida disciplina.
I ragazzi erano sottoposti a grandi fatiche in strutture scolastiche estremamente spartane ed erano per questo chiamati acemi oğlan («scolari stranieri»).
Obbligati a rispettare il celibato (anche se tale vincolo fu ampiamente eluso in seguito, tanto che nelle regioni barbaresche sottoposte al dominio ottomano i figli nati dall'unione di giannizzeri con donne indigene finirono per rappresentare un nuovo elemento etnico, i Kouloughli (in ital. "Cologhli"), dal turco "Köle oğlu, «figlio di schiavo») sì da non avere alcuna remora sul campo di battaglia, i giannizzeri erano forzatamente incoraggiati alla conversione all'Islam.
Lo scopo di tale addestramento era la costituzione di una compagine militare professionistica obbligata alla lealtà, dietro legame di schiavitù; il sultano era considerato padre de facto di ogni soldato, anzi era egli stesso soldato iscritto nella prima compagnia e quindi virtualmente uno di essi.
A differenza dei musulmani liberi, ai giannizzeri era permesso di portare i baffi, ma non una barba completa.
Veniva loro insegnato a considerare il reggimento come la propria casa e la propria famiglia (a ciò rimanda lo stesso nome del corpo ocak, «focolare»).
Il reggimento ereditava gli averi dei soldati alla loro morte.
I giannizzeri seguivano i dettami del santo sufi Hajji Bektash Veli, che aveva dato la propria benedizione alle prime truppe, e i Bektashi (componente sufi minoritaria che si rifà a Hajji Bektash Veli) avevano la stabile funzione di referenti spirituali per le truppe.
Nella loro vita quasi monastica e di confraternita, isolata dal mondo, sebbene solo nella fase originaria (perché il corpo divenne solo in seguito una specie di casta militare), i giannizzeri assomigliavano agli ordini religiosi cavallereschi cristiani, come quello degli Ospedalieri.
In cambio della loro lealtà e del loro fervore in guerra i giannizzeri acquisirono numerosi benefici.
Originalmente venivano pagati solo in tempo di guerra, ma dalla metà del XVIII secolo poterono lavorare in tempo di pace come mercanti o forze dell'ordine (anche nel corpo dei pompieri di Costantinopoli), nonostante fossero obbligati a vivere ancora in caserma.
In genere i giannizzeri godettero di un alto tenore di vita grazie all'esenzione dal pagamento delle tasse e al loro elevato prestigio sociale.
Molti giannizzeri divennero amministratori o studiosi una volta terminata la carriera militare.
I giannizzeri invalidi (detti oturaqlï) ricevevano una pensione.
Col tempo i privilegi ottenuti dal sultano, i frequenti e lauti donativi resero allettante la carriera di giannizzero, tanto che essi riuscirono a rendere in molti casi ereditaria la loro professione, trasferendola ai figli, oppure divenendo oggetto di interesse per il notabilato, che arrivava a corrompere i funzionari del reclutamento (devşirme) perché venisse accettata la propria prole.

## Organizzazione militare del corpo
Nel corso della loro storia le forze al completo dei giannizzeri variarono da un minimo di forse 100 effettivi a più di 200.000 soldati organizzati in orta, termine che letteralmente significa "cuore" (che comprendevano dai 100 giannizzeri agli 800 nel XVII secolo), comandata da un çorbacı e che è equivalente a un reggimento. Solimano il Magnifico aveva a propria disposizione 165 orta, ma il numero aumentò fino a 196. Il Sultano era il comandante supremo dei giannizzeri, ma questi venivano nei fatti organizzati e controllati da un ağa (assistito dal luogotenente detto kiāhyā), "generale".
Il corpo si divideva in tre reparti:
- i cemaat, truppe di frontiera, con 101 orta
- i  beylik  o beuluk, guardie della sicurezza del sultano, con 61 orta
- i sekban o seirnen, con 34 orta

a questi si aggiungevano 34 orta di ajami (turco apprendisti ajami, ossia "stranieri"). Gli apprendisti che dimostravano il proprio valore accedevano al vero titolo di giannizzero solo intorno ai 24 anni. L'organico del corpo variò tra il XV secolo e il 1680 in questo modo:
| Anno     | 1400   | 1514   | 1523   | 1526  | 1564   | 1567–68 | 1574   | 1603   | 1609   | 1660–61 | 1665   | 1669   | 1670   | 1680   |
| -------- | ------ | ------ | ------ | ----- | ------ | ------- | ------ | ------ | ------ | ------- | ------ | ------ | ------ | ------ |
| Organico | <1.000 | 10.156 | 12.000 | 7.885 | 13.502 | 12.798  | 13.599 | 14.000 | 37.627 | 54.222  | 49.556 | 51.437 | 49.868 | 54.222 |

Originariamente era possibile avanzare di grado solo all'interno della propria orta e solo per anzianità, e un Ggannizzero avrebbe potuto lasciare la propria unità solamente per prendere il comando di un'altra. I giannizzeri potevano essere puniti solo dai propri superiori. I titoli utilizzati per i vari gradi militari erano analoghi a quelli usati dai servi di cucina o dai cacciatori, questo forse per ribadire lo stato di subordinazione dei giannizzeri nei confronti del sultano.
L'Impero ottomano impiegò i giannizzeri in tutte le sue principali campagne, dalla presa di Costantinopoli nel 1453, alla guerra contro i Mamelucchi in Egitto, alle numerose guerre combattute contro l'Impero austriaco. Il corpo era sempre guidato in battaglia dal sultano stesso, e i soldati avevano diritto a ricevere una parte del bottino di guerra.
La considerazione e la stima verso i giannizzeri aumentò al punto che nel 1683 il Sultano Mehmed IV abolì il devşirme mentre, per ragioni di prestigio, un numero sempre maggiore di famiglie musulmane turche cercò di far entrare i propri rampolli all'interno del corpo militare. A ogni governatore provinciale era destinato un corpo di giannizzeri, di stanza nelle varie wilaya. I giannizzeri locali, di stanza in un villaggio o in una città per lungo tempo, erano conosciuti come yerliyya.

### Equipaggiamento
Nei primi secoli di esistenza, il corpo dei giannizzeri, in linea con la tradizione militare delle popolazioni turco-tartare, era composto da esperti arcieri. Non appena le armi da fuoco divennero disponibili (verso il 1440), la "nuova milizia" del sultano adottò in pianta stabile l'uso dei moschetti (tüfek) e, progressivamente, artiglierie prodotte nelle officine dette Tophane (lett. "Sede del cannone") di Istanbul. Nel combattimento ravvicinato, i giannizzeri usavano asce, mazze, scimitarre (kilij) e un gran numero di daghe e coltelli di varie fogge (yatagan, khanjar, ecc.). In tempo di pace ai soldati era concesso di portare solo la mazza e la scimitarra, a meno che non appartenessero a sezioni di frontiera.
I giannizzeri, a seconda del grado, del corpo di appartenenza e del prestigio acquisito, ostentavano una sgargiante uniforme da parata.

## Galleria d'immagini

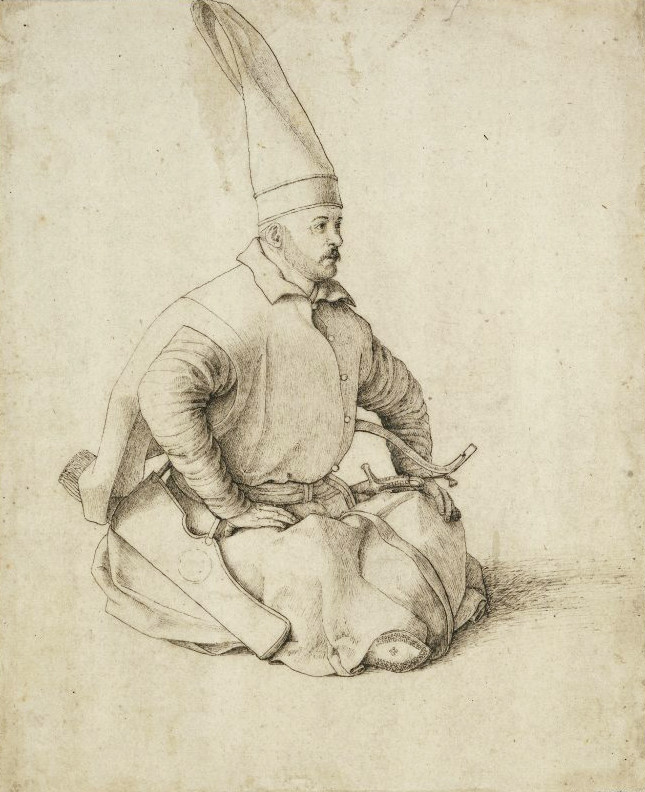
Disegno di giannizzero, Gentile Bellini (XV secolo)
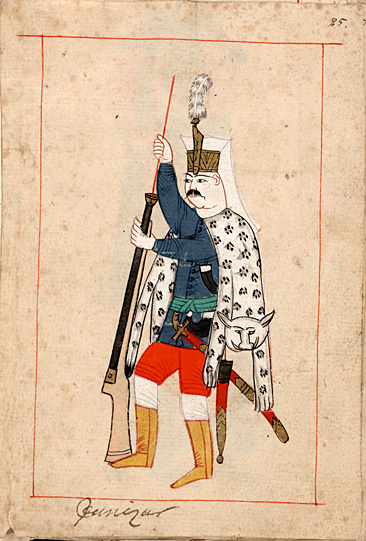
Miniatura di moschettiere giannizzero (XVII secolo) - - ill. del Libro di costumi Ralamb, XVII secolo
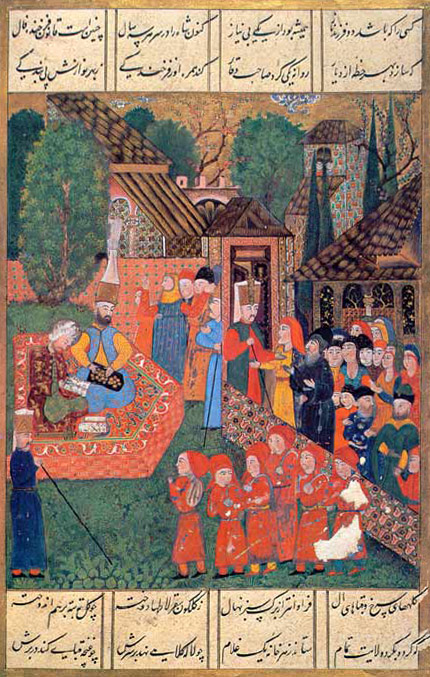
Miniatura di registrazione di fanciulli per il devşirme, Matrakci Nasuh (1558)
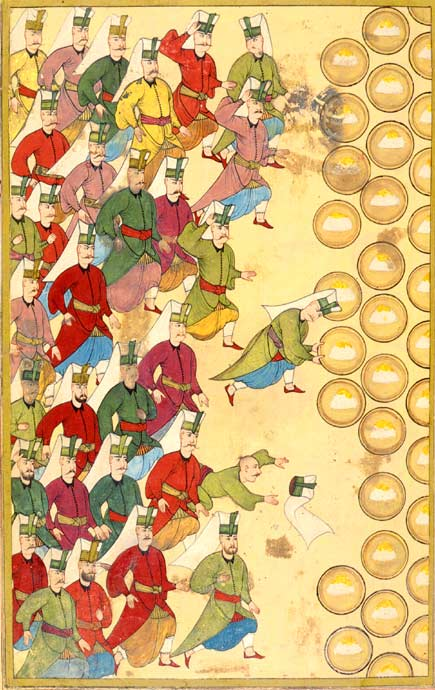
Miniatura di pasto dei giannizzeri a base di riso e zafferano. Abdülcelil Levnî (1720)
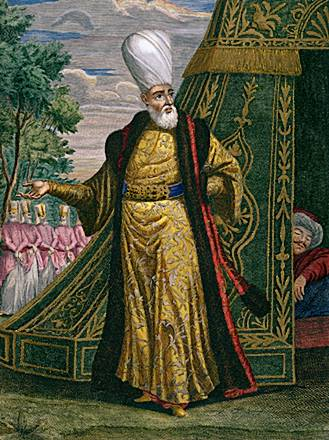
Incisione di Agha (in Turco: Ağa) (comandante supremo) giannizzero del XVIII secolo (circa XIX secolo)